# 卑南芝麻蝸牛
卑南芝麻蝸牛（学名：Diplommatina pilanensis）为芝麻蝸牛科芝麻蝸牛屬下的一个种。該物種主要分佈於臺灣南部，例如高雄市桃源、臺東縣海瑞鄉。該物種學名來自卑南主山地區。